# NGC 5561
NGC 5561 is een compact sterrenstelsel in het sterrenbeeld Grote Beer. Het hemelobject werd op 11 mei 1885 ontdekt door de Amerikaanse astronoom Lewis A. Swift.

## Synoniemen
- ZWG 295.44
- PGC 2800986